# Bentley 3 Litre

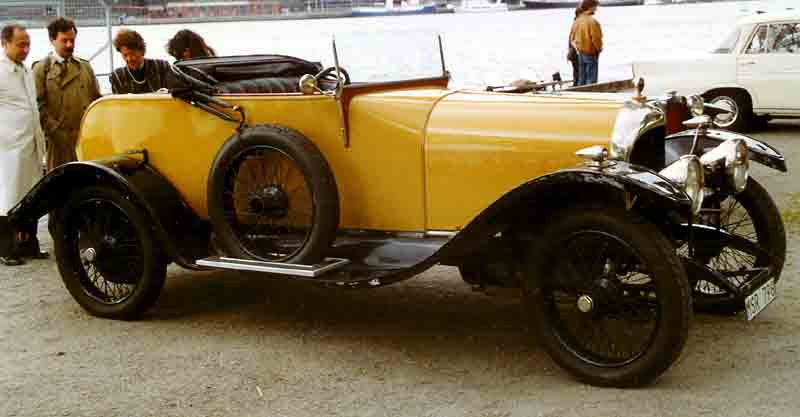
Una Bentley 3 Litre cabriolet del 1921

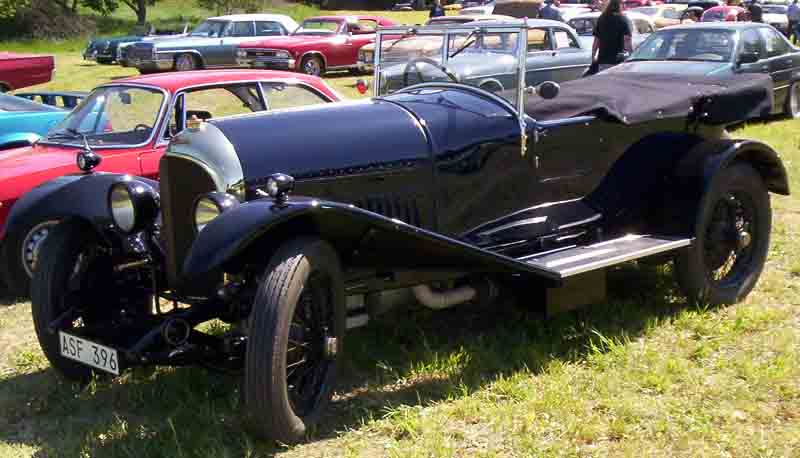
Bentley 3 Litre torpedo del 1924

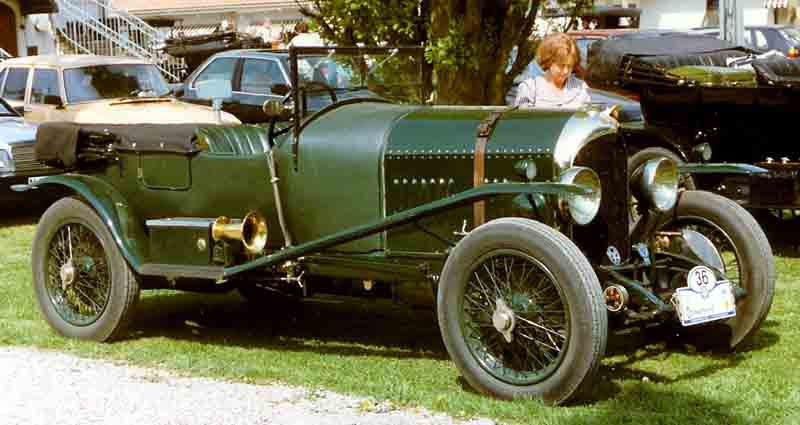
Una Bentley 3 Litre torpedo Speed Model 4 posti del 1925

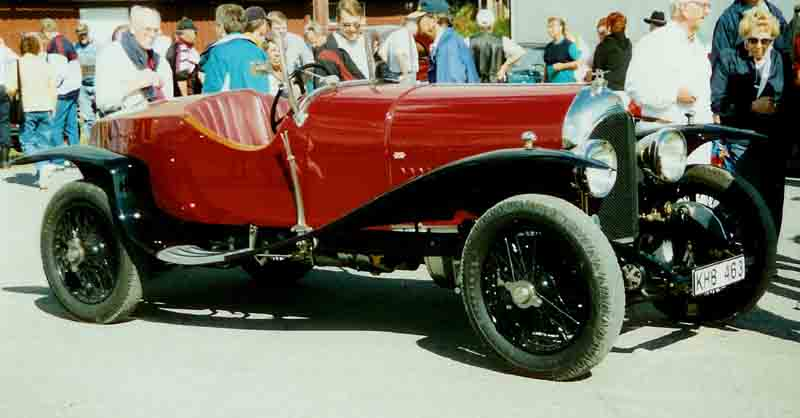
Una Bentley 3 Litre Boattail del 1927

La 3 Litre è una autovettura da competizione costruita dalla Bentley dal 1921 al 1929. Raggiunse i 160 km/h nel 1921 stabilendo il record mondiale per le autovetture di serie. Fu un modello pesante e di grandi dimensioni rispetto alle piccole e leggere Bugatti, ma la sua innovativa tecnologia e la sua robustezza compensarono il suo peso.
Un esemplare di 1800 kg vinse la 24 Ore di Le Mans 1924 con alla guida John Duff e Frank Clement. Bissò il successo nel 1927 nella categoria Super Sport con Sydney Charles Houghton Davis e Dudley Benjafield. Il suo peso, le sue dimensioni e la sua velocità spinsero Ettore Bugatti a chiamarla “il più veloce camion al mondo”.

## Carrozzeria
La 3 Litre veniva consegnata al cliente come telaio nudo marciante, con la Bentley che indirizzava molti clienti al carrozziere Vanden Plas per avere dei corpi vettura standard, previsti dalla Casa. Molte furono carrozzate touring ed in molte altre versioni del corpo non standard. Tra i clienti, si possono ricordare il principe Giorgio duca di Kent, Gertrude Lawrence e Beatrice Lilliewere.

## Caratteristiche tecniche
Il motore era a quattro cilindri in linea ed aveva una cilindrata di 2996 cm³; era un propulsore grande cilindrata per l'epoca ed aveva molte innovazioni tecnologiche. Aveva infatti 4 valvole per cilindro guidate da un albero a camme in testa. Possedeva anche due candele per cilindro, camere di combustione emisferiche, e due carburatori Smith. Aveva un basso rapporto alesaggio/corsa ottimizzato per avere un'alta coppia motrice ai bassi regimi. Più precisamente aveva un alesaggio di 80 mm ed una corsa di 149  mm. Per aumentarne la durata il monoblocco e la testata furono preparate in un unico blocco. Era a quattro valvole per cilindro comandate da un singolo asse a camme in testa. La lubrificazione era a carter secco con un serbatoio sotto al carter dove ricadeva l'olio dal motore che veniva recuperato da una pompa.
La potenza era di 70 bhp permettendo al modello di raggiungere i 129 km/h. Gli esemplari Speed model arrivarono a 145 km/h, mentre i Super Sports passarono i 161 km/h.
Montava un cambio a quattro velocità e frizione a cono rovesciato. I primi modelli montavano freni solo sul retrotreno, dove agiva anche il freno a mano, e dal 1924 l'impianto frenante fu esteso anche alle ruote anteriori.
Il passo era di 2743  mm, 2985 mm e 3302 mm e le carreggiate di 1423  mm.

## Varianti
Tra le varianti, ci furono tre versioni della 3 Litre che erano contraddistinte per il colore stemma del radiatore. Il colore del radiatore non era comunque una direttiva della Casa automobilistica e l'azienda era disponibile a effigiare lo stemma come richiesto dal cliente.

### Stemma blu
Questo era il modello standard con un passo di 2985 mm e fu prodotto dal 1921 al 1929; era lungo 3302 mm.

### Stemma rosso
Questa versione della vettura, costruita dal 1924 al 1929, usava un alto rapporto di compressione (5:3:1) ed aveva un passo di 2985 mm.

### Stemma verde
Costruita da 1924 al 1929 aveva prestazioni elevate (rapporto di compressione 6:3:1) e un passo più corto (2743 mm). Raggiungeva la velocità massima di 161 km/h.

## Produzione
La 3 Litre fu presentata, con motore ancora incompleto, nel 1919 al Motorshow di Londra. Passarono due anni prima di vedere il propulsore completato, con la prima consegna ad un cliente nel settembre del 1921. La produzione cessò nel 1929 quando fu sostituita dalla Bentley 4½ Litre.
Qui sotto sono elencati i dettagli della produzione:
- Sperimentali: 3
- 3 Litre: 1088
- Speed Model: 513
- Super Sports: 18